# Aleurotrachelus marginata
Aleurotrachelus marginata là một loài côn trùng cánh nửa trong họ Aleyrodidae, phân họ Aleyrodinae.
Aleurotrachelus marginata được Newstead miêu tả khoa học đầu tiên năm 1911.